# Molino del Plomall
El Molino del Plomall es un antiguo molino del término municipal de Abella de la Conca, perteneciente al pueblo de Bóixols, al noreste del municipio.
Está situado al fondo del valle del río Rialp, al sur del pueblo de Bóixols y muy cerca, también en el sur, del Forat de Bóixols, del puente románico que hay en ese lugar, llamado Puente del Plomall, y de la masía de Cal Plomall.
Se accede desde la carretera L-511 en el punto kilométrico 14,5, por el llamado Camino del Plomall, que pasa primero por el puente mencionado, luego por la masía y, finalmente, por el molino.

## Etimología
Se trata de un topónimo románico de carácter descriptivo: es el molino más próximo a la masía de Cal Plomall, y daba servicio a la mayor parte de campesinos del sur de Bóixols, llegando su área de influencia al menos hasta el pueblo de La Rúa.